# Epirochroa fasciolata
Epirochroa fasciolata là một loài bọ cánh cứng trong họ Cerambycidae.